# Elisabeth (musikal)
Elisabeth är en musikal av Michael Kunze och Sylvester Levay, med urpremiär på Theater an der Wien i Wien, Österrike den 3 september 1992. Historiskt drama om kejsarinnan Elisabeth av Österrike-Ungern, populärt kallad Sissi, kejsarinna av Österrike-Ungern 1854–1898. Hon mördades i Genève 1898 av den italienske anarkisten Luigi Lucheni, som senare berättade att han främst ville ha uppmärksamhet. Han tillbringade drygt tio år i fängelse, där han till slut hängde sig efter att vakter förstört alla hans dagböcker.
Historien om Sissi är, så som den berättas i musikalen, alltigenom tragisk. Det är mördaren Luigi Lucheni som fungerar som berättare. Han framför storyn på ett cyniskt sätt, dock utan att lämna bort alla väsentliga skeden i Elisabeths liv. Som barn ville Sissi bl.a. bli trapetsdansös och älskade att klättra i träd. Hon fick dock inte hålla på med "dylika barnsliga fasoner", som familjen tyckte, och uppfostrades till att bli en fin dam vid hovet. 1854 följde hon med systern Helene när denna skulle giftas bort med kejsaren av Österrike-Ungern, Frans Josef. Frans Josef blev dock blixtförälskad i Sissi och bestämde sig för att gifta sig med henne istället. Detta kom som en chock inte bara för hovet utan också för Sissi, som aldrig riktigt anpassade sig till hovets krav på uppfostran och korrekt uppförande. Frans Josefs mor Sofia såg det som sin uppgift att uppfostra Sissi och åtminstone ur Sissis synvinkel var hon främst krävande och elak, även om många källor säger att hon bara var en krävande uppfostrare som ändå brydde sig om Elisabeth och också gav henne många gåvor.
Trots en vacker fasad utåt och fyra barn – av vilka kronprins Rudolf säkert blivit det mest kända – var äktenskapet aldrig lyckligt, förutom möjligen de första åren, och Sissi företog senare långa resor för att komma bort från hovets elakheter. Hon var också neurotiskt mån om sin vikt (idag skulle hon förmodligen ha kallats anorektisk) och när hon var på sitt smalaste var hennes midja lika bred som hennes hals. Hon ville ofta bara bort från hovet, emellanåt till och med dö, eftersom hon inte stod ut med att vara instängd och inte få bestämma själv. Hon började delvis använda sitt utseende till sin fördel för att få sin vilja genom – hon betraktades på sin tid som en av de vackraste kvinnorna i riket.
Musikalen, där Döden (i form av en av huvudpersonerna) också har en framstående roll, hade premiär i Wien hösten 1992 och spelades fram till 1998, hundra år efter Sissis död. Den skrevs senare om något och hade nypremiär 2002.
Musikalen blandar klassiska musikaltongångar med bluesaktiga melodier och modernare partier. Med finns många scener som skapar stämning snarare än för handlingen framåt. Man har också tagit med en framtidsvision med anspelning på nazismens framtåg, en scen som har brukat få ett mycket skakat mottagande i tyskspråkiga länder.
Verket har haft en mycket stor framgång och spelats runtom i Europa, bl.a. i Karlstad med Cecilie Nerfont Thorgersen i titelrollen.  Musikalen har även spelats i Japan. Verket spelades i Åbo i Finland i september 2005, då med Therese Karlsson i rollen som Elisabeth. Den har även spelats i Borås av Elisabeth-ensemblen, en amatör-musikalgrupp endast bestående av tjejer, som tagit sitt namn efter just denna musikal. Den premiären var i juni 2011. Där spelades Luigi Lucheni av Amanda Rydberg, Elisabeth spelades av Helena Hedlund och döden av Stephanie Sjödin.